# Gekrümmte Pfriemschnecke
Die Gekrümmte Pfriemschnecke (Vitreolina philippi) ist eine Schnecken-Art aus der Familie der Eulimidae (Gattung Vitreolina), die als Ektoparasit an Seeigeln lebt und im nordöstlichen Atlantischen Ozean sowie im Mittelmeer verbreitet ist.

## Merkmale
Vitreolina philippi trägt ein kleines, schlankes, dünnwandiges und glänzendes, hellweißes und durchsichtiges Schneckenhaus ohne Skulpturierung und Ornamentierung oder gelegentlich mit sehr leichten Zuwachsstreifen und Varicen. Das Gehäuse erreicht bei ausgewachsenen Schnecken etwa 8 mm Länge und rund 2 bis 2,5 mm Breite, weist 10 bis 15 abgeflachte, kaum gewölbte Umgänge mit flacher Naht auf und ist manchmal entlang seiner Achse leicht gebogen. Der Körperumgang nimmt etwa die Hälfte, die Gehäusemündung weniger als ein Drittel der gesamten Gehäuselänge ein. Die schmale, tropfenförmige Gehäusemündung hat eine äußeren Lippe mit einer in Seitenansicht erkennbaren äußeren Ausbuchtung.
Der Kopf besteht aus einem vorragenden Vorsprung, an dessen Unterseite die Öffnung eines ein- und ausstülpbaren Rüssels und an dessen Vorderkante zwei auseinanderlaufende Fühler mit schwarzen Augen an der Basis sitzen. Der Fuß ist schmal, die Fußsohle mit einer mittigen Rinne. Die Opercular-Lappen sind groß und gleich. Die Schnecke ist weiß mit gelben und roten Markierungen.

## Verbreitung und Lebensweise
Vitreolina philippi ist im nordöstlichen Atlantischen Ozean und im Mittelmeer entlang der Küsten Portugals, Spaniens, Frankreichs, Irlands und Großbritanniens bis nach Norwegen, in der Deutschen Bucht und in der westlichen Ostsee verbreitet. Sie lebt auf weichen Untergründen unterhalb der Gezeitenzone bis in Meerestiefen von etwa 200 m. In der Nordsee ist sie die häufigste Art der Familie.
Vitreolina philippi saugt an verschiedenen Seeigeln wie Herzigeln, dem Violetten Seeigel (Sphaerechinus granularis), dem Steinseeigel (Paracentrotus lividus) und dem Schwarzen Seeigel (Arbacia lixula). Im Mittelmeer scheint sie den Steinseeigel vorzuziehen, doch ist sie auch auf dem Strandseeigel (Psammechinus miliaris) anzutreffen. Ihre Wirtstiere sucht sie zum Fressen auf und lebt ansonsten frei.